# ادریسا ترائوره (بازیکن فوتبال، زاده ۱۹۹۰)
ادریسا ترائوره (انگلیسی: Idrissa Traoré؛ زادهٔ ۱۷ ژوئیهٔ ۱۹۹۰) بازیکن فوتبال اهل مالی است.
از باشگاه‌هایی که در آن بازی کرده است می‌توان به باشگاه ورزشی جولیبا و باشگاه فوتبال استقلال خوزستان اشاره کرد.
وی همچنین در تیم ملی فوتبال مالی بازی کرده است.